# José Domingo Estrada

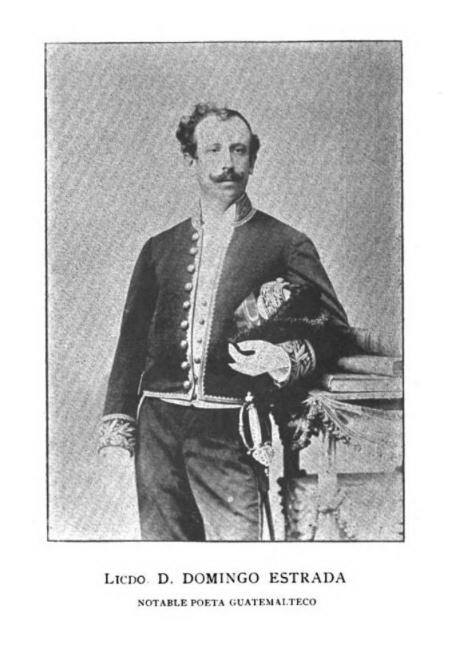
Poeta José Domingo Estrada Villacorta

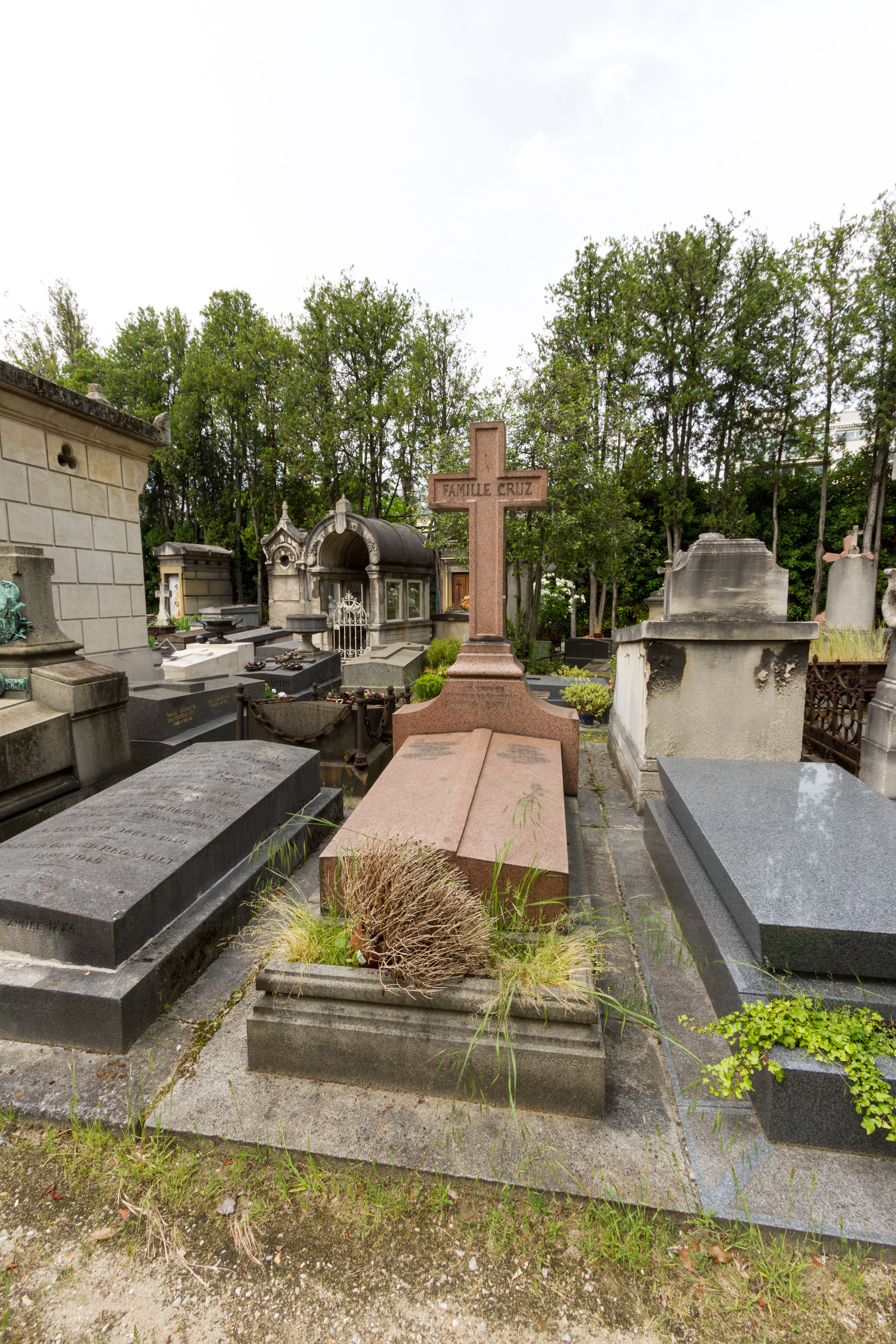
Tumba de José Domingo Estrada en el Cementerio de Passy, París.

José Domingo Estrada (Amatitlán, 23 de diciembre de 1855 - 9 de agosto de 1901) fue un poeta y diplomático guatemalteco. Fue secretario del Consejo de Estado (Diccionario Histórico Biográfico, 2004).
Estrada fue hijo de Arcadio Estrada y Rafaela Villacorta de Estrada. Se graduó de Bachiller en Filosofía, en 1871. Posteriormente, realizó estudios en la Facultad de Derecho, donde se graduó de Abogado en 1887, pero no ejerció dicha profesión (Diccionario Histórico Biográfico, 2004).
Desempeñó los cargos de Secretario del Consejo de Estado, Catedrático de la Facultad de Derecho, Subsecretario del Ministerio de Fomento, diputado y Cónsul de Guatemala en San Francisco -California, Estados Unidos– y en París –Francia- (Diccionario Histórico Biográfico, 2004).
Sus dotes de escritor se revelaron en los artículos que publicaba en la revista literaria El Porvenir y en la Revista de la Universidad de Guatemala. Mantuvo una leal y entrañable amistad con la poetisa María Cruz (Diccionario Histórico Biográfico, 2004).
La crítica literaria considera que la mejor traducción del poema Las Campanas, de Edgar Allan Poe es la que Estrada realizó. También trasladó al castellano Les Djinns, El Resucitado y el poema XXVIII de Les Orientales, de Víctor Hugo (Diccionario Histórico Biográfico, 2004).
El Gobierno de Manuel Estrada Cabrera lo destituyó del cargo de Cónsul General en París, aunque posteriormente lo nombró Secretario de la Legación de Francia. A manera de homenaje, sus mejores poemas se publicaron en un volumen titulado Poesías -1902- (Diccionario Histórico Biográfico, 2004).
Murió el 9 de agosto de 1901, en París, solo y abandonado. Por iniciativa de Carlos Martínez Durán, Rector de la Universidad de San Carlos, sus restos, junto con los de Fernando Cruz, fueron repatriados en 1960 (Diccionario Histórico Biográfico, 2004).
- Datos: Q44092100